# Archaeolacerta bedriagae
Archaeolacerta bedriagae е вид влечуго от семейство Гущерови (Lacertidae). Възникнал е преди около 0,13 млн. години по времето на периода кватернер. Видът е почти застрашен от изчезване.

## Разпространение и местообитание
Разпространен е в Италия и Франция.
Обитава райони с умерен климат, скалисти и гористи местности, склонове, градини, храсталаци и крайбрежия.

## Описание
Популацията на вида е намаляваща.